# Cầu Kiền

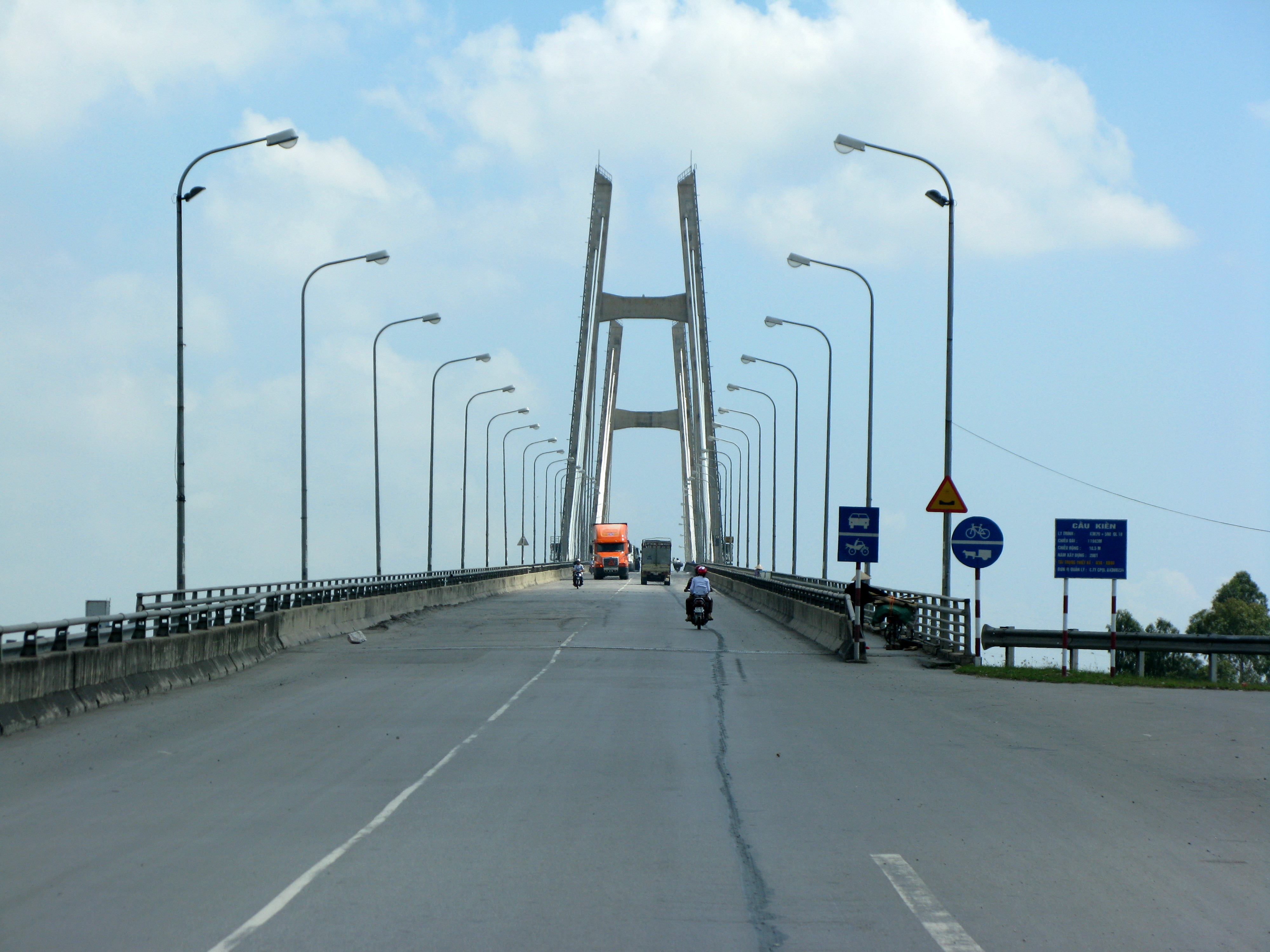

Cầu Kiền là một cây cầu tại Hải Phòng, bắc qua sông Cấm, nằm trên quốc lộ 10, nối giữa thành phố Thủy Nguyên và quận An Dương.

## Thông số kỹ thuật
- Cầu dây văng có 27 nhịp Bê tông cốt thép
- Chiều dài 1.186m, rộng 16,7m

## Lịch sử
Đây là một cây cầu dây văng với tổng chiều dài là 1.186m, rộng 16,7m do liên danh nhà thầu Công ty Sumitomo Mitsui (Nhật Bản) - Tổng công ty xây dựng Thăng Long (Việt Nam) thi công. Cầu Kiền được định vị xây dựng bến phà Kiền - Quốc lộ 10, trên dòng sông Cấm.
Trước kia, việc đi lại giữa hai bờ sông chỉ bằng đò, phà, cách trở đợi chờ. Sau 2 năm, vượt qua bao khó khăn về thời tiết và địa chất phức tạp, về công nghệ, thiết bị hiện đại mới được chuyển giao lần đầu tiên ở Việt Nam.
Chiếc cầu được thi công với khối lượng lớn như: thi công cọc khoan nhồi ø2m và ø1m, chiều sâu cọc từ 70 - 80m, với tổng chiều dài cọc là 13.680m; thi công tháp cổng cẩu cao gần 100m; đúc các khối dầm hộp và cẩu lắp 110 khối dầm hộp nặng 14.300 tấn bằng phương pháp lắp hẫng, chiều cao nâng 30m; căng kéo 375 tấn cáp dự ứng lực, gồm 36 cặp dây văng; đúc 45.000m3 bê tông cốt thép; sử dụng 6.910 tấn thép cho xây dựng cầu.
Công trình này góp phần quan trọng vào việc thúc đẩy phát triển kinh tế xã hội vùng duyên hải Bắc Bộ và cũng là công trình chào mừng 30 năm ngày thiết lập quan hệ ngoại giao giữa 2 nước Việt Nam và Nhật Bản.
Cầu được khánh thành vào ngày 28-9-2003.